# Pont-sur-Sambre
Pont-sur-Sambre is een gemeente in het Franse Noorderdepartement (Frans: département du Nord) (regio Hauts-de-France). De plaats maakt deel uit van het arrondissement Avesnes-sur-Helpe. Pont-sur-Sambre telde op 1 januari 2022 2.387 inwoners.

## Geografie
De oppervlakte van Pont-sur-Sambre bedroeg op 1 januari 2022 11,33 vierkante kilometer; de bevolkingsdichtheid was toen 210,7 inwoners per km².

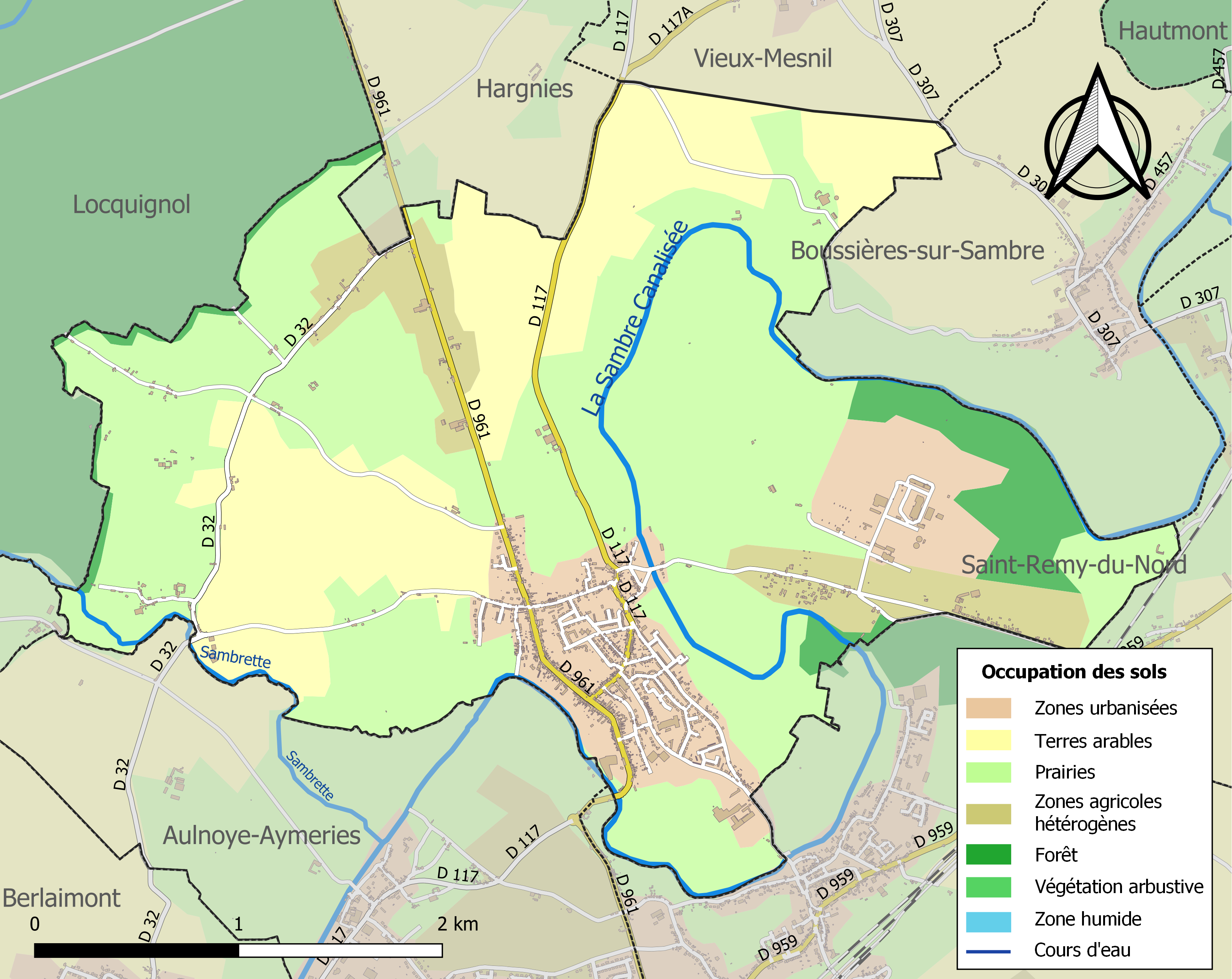
Kaart van de gemeente met belangrijkste infrastructuur, bodemgebruik en omliggende gemeenten

## Demografie
Onderstaande figuur toont het verloop van het inwonertal (bron: INSEE-tellingen).